# Гаррі Тікітт
Генрі Тікітт (англ. Henry Thickitt , знаний як Гаррі Тікітт; 28 березня 1872 — 15 листопада 1920) — англійський футболіст і футбольний тренер. Виступав на позиції захисника за футбольні клуби «Шеффілд Юнайтед», «Донкастер Роверз», «Ротергем Таун» і «Бристоль Сіті», також провів два матчі за національну збірну Англії. Після завершення кар'єри гравця був головним тренером «Бристоль Сіті».

## Кар'єра гравця
Народився в Гексторпі, Донкастер у сім'ї коваля. Розпочав футбольну кар'єру в юнацькій команді «Гексторп Вондерерс». 1891 року приєднався до «Шефілд Юнайтед» як «гостьовий гравець». Того ж року зіграв за «Донкастер Роверз», а потім підписав професійний контракт з клубом «Ротергем Таун», який виступав у Лізі Мідленда. 1893 року команда вступила до Футбольної ліги Англії. Тікітт дебютував у Другому дивізіоні 2 вересня 1893 року в матчі проти «Лінкольн Сіті».

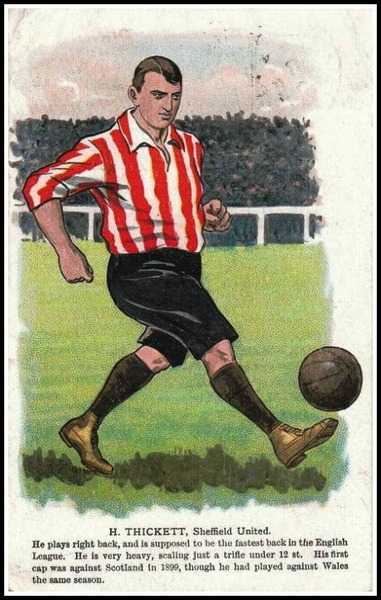
Сигаретна картка із зображенням Тікітта

У листопаді 1893 року перейшов до «Шеффілд Юнайтед» за 30 фунтів стерлінгів. Дебютував за клуб 9 грудня 1893 року в матчі проти«Евертона». Відразу після переходу став основним правим захисником «клинків» і грав на цій позиції протягом майже десяти років. У сезоні 1897—1898 допоміг команді виграти чемпіонський титул. Пізніше двічі виграв Кубок Англії у складі «клинків».

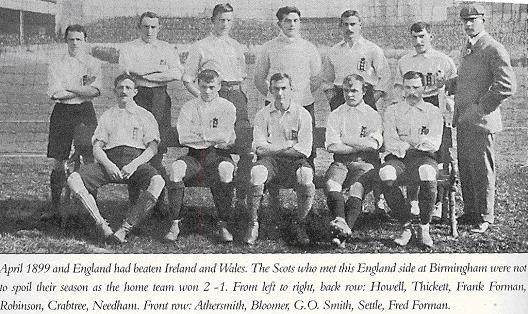
Тікітт (другий зліва у верхньому ряду) у складі збірної Англії (1899)

20 березня 1899 року дебютував за національну збірну Англії в матчі Домашнього чемпіонату проти збірної Уельсу, в якому англійці перемогли з рахунком 4:0. 8 квітня провів свій другий (й останній) матч за збірну Англії — проти збірної Шотландії на «Вілла Парк» — гра завершилася перемогою англійців з рахунком 2:1.
У травні 1904 року перейшов до «Бристоль Сіті», де провів один сезон як гравець. 1905 року завершив кар'єру футболіста, ставши головним тренером «Бристоль Сіті».

## Тренерська кар'єра
Сезон 1904—1905 провів як гравець у клубі «Бристоль Сіті» під керівництвом Сема Голліса. У березні 1905 року, після виходу Голліса з клубу, став його новим головним тренером. У сезоні 1905—1906 виграв з командою Другий дивізіон Футбольної ліги, а в сезоні 1906—1907 посів друге місце у Першому дивізіоні. У сезоні 1908—1909 вивів «Бристоль Сіті» у фінал Кубка Англії, в якому його команда поступилася клубу «Манчестер Юнайтед».
Останній матч Тікітта як головного тренера «Бристоль Сіті» пройшов у жовтні 1910 року — це була виїзна гра проти «Ноттс Каунті», в якій Сіті програв з рахунком 0:1. Та гра була тимчасово зупинена, коли над стадіоном пролетів літак, що викликало замилування у глядачів. Суддя матчу, преподобний Дж. В. Марш настільки відволікся на літак (яким керував Поль де Лессепс), що призупинив гру. Після фінального свистка, коли гравці вже покинули поле, суддя згадав, що забув додати чотири хвилини за зупинку матчу і покликав гравців на поле. За підсумками сезону 1910—1911 «Бристоль Сіті» вибув з Першого дивізіону і не повернувся туди аж до 1976 року, а Тікітт завершив футбольну кар'єру.

## Досягнення

### Як гравець
«Шеффілд Юнайтед»
- Чемпіон Англії: 1897–1998
- Віцечемпіон Англії: 1896–1997, 1899–1900
- Володар Куба Англії: 1898—1899, 1901—1902
- Фіналіст Кубка Англії: 1900—1901

### Тренерські досягнення
«Бристоль Сіті»
- Переможець Другого дивізіону: 1905–1906
- Фіналіст Кубка Англії: 1908—1909

## Поза футболом
Після виходу з «Бристоль Сіті» керував шинком «Carpenter's Arms Inn» у Троубриджі.
1918 року Національна медична комісія визнала Тікітта непридатним для військової служби у зв'язку з ожирінням — його вага становила 24 стоуна і 7 фунтів (близько 156 кг), а обхват живота — 55 дюймів (близько 140 см). Газета «Sheffield Daily Independent» опублікувала замітку про це у понеділок, 17 червня 1918 року, з підзаголовком «Занадто товстий для армії» (англ. Too Fat for the Army).
Помер 1920 року у 48 років. У замітці про похорон повідомлялося, що покійний «був людиною надзвичайної ваги», труна також була великого розміру, а несли її вісім осіб.